# 24546 Darnell
24546 Darnell (tên chỉ định: 2001 DE35) là một tiểu hành tinh vành đai chính. Nó được phát hiện bởi dự án Nghiên cứu tiểu hành tinh gần Trái Đất Lincoln ở Socorro, New Mexico, ngày 19 tháng 2 năm 2001. Nó được đặt theo tên Alicia Marie Darnell, an American high school student whose medicine và health sciences project won first place ở the 2008 Giải thưởng Khoa học và Kỹ thuật Intel.